# 1275年6月25日日食
1275年6月25日日食是一次日全食。此次日食的食分為1.0752，全食最長持续时间为6分21秒，今日印度南部、緬甸、中南半島北部、中國南部、日本九州及太平洋中部部分地區可見全食。

## 基本参数
- 类型：全食
- 沙罗周期序号：115

全食持续时间最长位置：
- 日期：1275年6月25日（儒略曆）
- 时间：2時59分56秒 (UTC)
- 地点：北緯33.0°，東經137.5°
- 食分：1.0752
- 太阳高度：80°
- 月球本影路径宽度：247千米
- 全食持續時間：6分21秒

## 歷史事件
- 時當南宋恭帝德祐元年，元世祖至元十二年六月初一，本次全食帶正好經過南宋國都臨安（今中國浙江省杭州市），因此史籍記載較為詳細。
- 兩年前（1273年），元軍已攻破南宋襄陽城（今中國湖北省襄樊市），並沿長江東下，此時已逐漸進逼臨安，南宋已亡在旦夕。
- 《續資治通鑑》曾記載「六月，庚子朔，日有食之，既。晝晦如夜，星見，雞鶩皆歸。王爚言：『日食不盡僅一分，陰盛陽微，災異未有大於此者。乞賜罷黜！』不許。」
- 《宋史．天文志》則記載「德祐元年六月庚子朔，日食，既，星見，雞鶩皆歸。明年，宋亡。」（宋史以恭帝被俘為宋亡，實則宋軍抵抗至1279年。）